# والتر شتيرن
والتر شتيرن (بالألمانية: Walter Stern)‏ هو متزلج صدري نمساوي، ولد في 6 فبراير 1972 في إنسبروك في النمسا.